# Strada statale 64 (Polonia)
La strada statale 64 (sigla DK 64, in polacco droga krajowa 64) è una strada statale polacca che attraversa il Paese da Piątnica Poduchowna a Stare Jeżewo.